# LBX1
LBX1 (англ. Ladybird homeobox 1) – білок, який кодується однойменним геном, розташованим у людей на короткому плечі 10-ї хромосоми. Довжина поліпептидного ланцюга білка становить 281 амінокислот, а молекулярна маса — 30 221.
| 10         |  | 20         |  | 30         |  | 40         |  | 50         |
| ---------- |  | ---------- |  | ---------- |  | ---------- |  | ---------- |
| MTSKEDGKAA |  | PGEERRRSPL |  | DHLPPPANSN |  | KPLTPFSIED |  | ILNKPSVRRS |
| YSLCGAAHLL |  | AAADKHAQGG |  | LPLAGRALLS |  | QTSPLCALEE |  | LASKTFKGLE |
| VSVLQAAEGR |  | DGMTIFGQRQ |  | TPKKRRKSRT |  | AFTNHQIYEL |  | EKRFLYQKYL |
| SPADRDQIAQ |  | QLGLTNAQVI |  | TWFQNRRAKL |  | KRDLEEMKAD |  | VESAKKLGPS |
| GQMDIVALAE |  | LEQNSEATAG |  | GGGGCGRAKS |  | RPGSPVLPPG |  | APKAPGAGAL |
| QLSPASPLTD |  | QPASSQDCSE |  | DEEDEEIDVD |  | D          |  |            |

A: Аланін

C: Цистеїн

D: Аспарагінова кислота

E: Глутамінова кислота

F: Фенілаланін

G: Гліцин

H: Гістидин

I: Ізолейцин

K: Лізин

L: Лейцин

M: Метіонін

N: Аспарагін

P: Пролін

Q: Глутамін

R: Аргінін

S: Серин

T: Треонін

V: Валін

W: Триптофан

Кодований геном білок за функцією належить до білків розвитку. 
Задіяний у таких біологічних процесах, як транскрипція, регуляція транскрипції, диференціація клітин, нейрогенез, міогенез. 
Білок має сайт для зв'язування з ДНК. 
Локалізований у ядрі.